# Grep (program)
grep är ett textsökningsverktyg ursprungligen skrivet för Unix. Namnet kommer av de första bokstäverna i engelska global / regular expression / print, vilket var kommandot i texteditorn ed för att söka i textfil.
Kommandot grep söker i filer eller i standard input efter rader som matchar ett givet reguljärt uttryck och skickar resultatet till programmets standard output.

## Historia
Innan programmet fick namnet 'grep' så existerade det redan som ett personligt verktyg skrivet av Ken Thompson för att söka igenom filer med särskilda mönster. Ovetandes om detta så bad kollegan Doug McIlroy Thompson att skriva ett sådant program. Han sa att han skulle fundera på det. I själva verket korrigerade Thompson buggar och förbättrade sitt redan existerande verktyg. McIlroy svarade sedan positivt på det som Thompson presenterade följande dag.
grep inkluderades först i Version 4 Unix. McIlroy har beskrivit grep som det arketypiska uttrycket för Thompsons filosofi gällande skapande av små områdesspecifika verktyg. Dessa är skrivna på sådant vis att de lätt kan användas tillsammans med andra verktyg.

## Användning som verb
I december 2003, lade Oxford English Dictionary Online till "grep" som både substantiv och verb på engelska. Ordet används som "Hackerslang" och syftar då på att söka efter strängar eller mönster i mer generell mening.

## Exempel
Här används grep för hitta att ett ord i en konfigurationsfil för skalprogrammet Bash:
```
$ 
grep
 
HISTFILE
 
bashrc

HISTFILESIZE=10000

HISTFILE=$HOME/.bash_history

```

Argumentet -c, kortvariant för --count, visar antalet träffar istället för ordinarie utdata.
```
$ 
grep
 
-c
 
HISTFILE
 
bashrc

2

```